# Louis Kuehn
Louis Edward "Lou" Kuehn (Portland, Oregon, 2 d'abril de 1901– West Linn, Oregon, 30 de març de 1981) va ser un saltador estatunidenc que va competir en els anys posteriors a la Primera Guerra Mundial.
El 1920 va prendre part en els Jocs Olímpics d'Anvers, on va disputar la prova del trampolí de 3 metres del programa de salts. En ella hi guanyà la medalla d'or.
El 1919 havia guanyat el títol nacional júnior. Estudià a la Universitat Estatal d'Oregon. Posteriorment en graduà en dret, però continuà practicant la natació i els salts i exercí d'entrenador de natació per a la Marina dels Estats Units durant la Segona Guerra Mundial.